# Neptis sinensis
Neptis sinensis är en fjärilsart som beskrevs av Charles Oberthür 1904. Neptis sinensis ingår i släktet Neptis och familjen praktfjärilar. Inga underarter finns listade i Catalogue of Life.